# یوژینی
یوجینی یا یوژینی (به فرانسوی: Eugénie) یک نام زنانه فرانسوی می‌باشد.
- شاهدخت یوژنی یورک
- اوژنی بوشار
- یوژینی گرانده